# Crazy Romance
Pour plus de détails, voir Fiche technique et Distribution.
Crazy Romance (hangeul : 가장 보통의 연애 ; RR : Kajang Botongui Yeonae, litt. « Un flirt ordinaire ») est une comédie romantique sud-coréenne écrite et réalisée par Kim Han-gyeol, sortie en 2019.

## Synopsis
Jae-Hoon (Kim Rae-won) s'est fait larguer par sa fiancée il y a un mois mais ne s'en est pas encore remis. De son côté, Sun-young (Gong Hyo-jin) a également rompu avec son petit ami qui la trompait. Tous deux commencent ensuite à travailler dans le même bureau.

## Fiche technique
- Titre original : 가장 보통의 연애
- Titre international : Crazy Romance
- Réalisation : Kim Han-gyeol
- Scénario : Kim Han-gyeol
- Production : Oh Hyo-Jin
- Société de production : Zip Cinema
- Société de distribution : Next Entertainment World
- Pays d’origine :  Corée du Sud
- Langue originale : coréen
- Format : couleur
- Genre : comédie romantique
- Durée : 109 minutes
- Date de sortie :
  -  Corée du Sud : 2 octobre 2019

## Distribution
- Kim Rae-won : Jae-hoon
- Gong Hyo-jin : Sun-young
- Kang Ki-young : Byeong-cheol
- Jung Woong-in : Kwon-soo
- Ji Il-joo : Dong-Hwa

## Accueil
Le film totalise plus d'un million d'entrées au box-office sud-coréen de 2019.